# Převzetí dluhu
Převzetím dluhu (tzv. privativní intercese) rozumíme změnu původního závazku na straně dlužníka. To znamená, že na místo původního dlužníka přejímá dluh (pohledávku) dlužník nový se souhlasem věřitele. Do vztahu mezi věřitelem a dlužníkem tak vstupuje osoba třetí, beroucí na sebe povinnost původního dlužníka splnit dluh věřiteli, čímž se osoba třetí zároveň stává přejímatelem tohoto závazku (dluhu). To je možné jen se souhlasem věřitele. Pokud věřitel souhlas k převzetí dluhu (de facto ke změně dlužníka) neudělí, může dojít k dohodě o převzetí plnění mezi dlužníkem a třetí osobou. Dohodou o převzetí plnění se třetí osoba vůči dlužníkovi zavazuje, že závazek, povinnost vůči věřiteli bude plnit sama, avšak dlužníkova povinnost (dluh) k věřiteli právně stále trvá. K převzetí dluhu dochází například prodejem nemovitostí, na které se váže hypotéka. Její splácení po nabytí majetku přejímá nový majitel, čímž převezme dluh majitele původního. V tomto případě se jedná o převzetí dluhu z právního jednání a je zapotřebí uzavřít písemnou smlouvu.

## České právo
Institut převzetí dluhu upravuje občanský zákoník prostřednictvím § 1888 až 1891. Nahradil stejnojmenný § 531 původního občanského zákoníku č. 40/1964 Sb.

### Souhlas věřitele
Nezbytnou podmínkou účinnosti převzetí dluhu je souhlas věřitele. Bez věřitelova souhlasu nemůže fakticky dojít ke změně osoby dlužníka. Pro souhlas věřitele není předepsána žádná závazná forma, takže může být udělen písemně, ústně nebo i konkludentně, např. kývnutím, podáním ruky. Účelem tohoto postupu je zamezit libovolným změnám v osobě dlužníka bez souhlasu věřitele. Tomu by mohla např. v důsledku platební neschopnosti nového dlužníka vzniknout škoda.

### Úplata za převzetí dluhu
Převzetí dluhu může být úplatné (zejména v obchodněprávních vztazích v podobě závazku dlužníka uhradit přejimateli dluhu úplatu za převzetí dluhu) či bezúplatné. Pokud se jedná o jednostranné právní jednání, může být souhlas věřitele určen současnému dlužníkovi i přejímateli dluhu. Předpokladem smlouvy o převzetí dluhu je projevená vůle obou stran. Přejímatel splní věřiteli to, co měl plnit dlužník. Převzetí dluhu však není možné řadit mezi zajišťovací prostředky.

### Dohoda mezi původním a novým dlužníkem
Tím, že vznikla dohoda mezi věřitelem a třetí osobou přebírající dluh původního dlužníka, je tento od dluhu osvobozen a třetí osoba se stává dlužníkem na místo něj. Smlouva by měla obsahovat jasné prohlášení osoby přistupující k dluhu, že bude plnit za dlužníka.

### Převzetí plnění dluhu
Institut převzetí plnění může být uskutečňován více způsoby. Povinnost přejímatele dluhu může být splněna odlišným plněním od plnění, k němuž se v minulosti zavázal původní dlužník. Peněžní dluh tak může být po dohodě věřitele a nového účastníka právního vztahu splacen např. naturální formou plnění. Přejímatel má povinnost dlužníka vyvázat ze závazku vůči věřiteli a je v jeho moci jakým způsobem to provede. V případě nesouhlasu věřitele s převzetím plnění, dlužníkova povinnost trvá, fakticky ji za dlužníka může plnit i někdo jiný.
V souladu s ustanovením § 1890 obsah závazku zůstává stejný, avšak přejímatel může vznést námitky například v souvislosti s neplatností, zdánlivostí, promlčením, které před ním vznesl dlužník původní. S dluhem na přejímatele rovněž přechází povinnost platit případné úroky z prodlení či jiné náklady týkající se uplatnění. Kromě existujících závazků je možné převzít i budoucí závazky. Tehdy je nutné sjednat odkládací podmínku, neboť k účinkům převzetí dluhu může dojít až v okamžiku jeho vzniku, nikoliv v okamžiku, kdy věřitel předběžně udělí svůj souhlas. Obsah závazku převzetí dluhu upravuje rovněž ustanovení § 1888 o.z.

### Forma dluhu
Lze převzít např. dluh peněžitý/nepeněžitý, sporný/pochybný nebo s jednorázovým či splátkovým plněním.
Situaci, kdy původní závazek mezi stranami je nahrazen vztahem novým, nebo pokud dlužník vstupuje do závazku plnit jiný předmět, upravenou prostřednictvím § 1891, nelze de facto považovat za převzetí dluhu, neboť se jedná se o tzv. novaci dle § 1902 NOZ.

### Změny závazků v občanském právu
Občanský zákoník rozlišuje změny závazků v následujících ustanovení :
Změna v osobě věřitele §1879-1887
- Postoupení pohledávky

- Postoupení souboru pohledávek

Změna v osobě dlužníka §1888-1894
- Převzetí dluhu

- Přistoupení k dluhu

- Převzetí majetku

Postoupení smlouvy § 1895-1900
Změny v obsahu závazků § 1901-1907